# Освиу
Освиу (др.-англ. Oswiu, Oswy; около 612—15 февраля 670) — король Берниции в 642—655 годах и король Нортумбрии в 655—670 годах из династии Идингов.

## Биография

### Правление
Освиу родился около 612 года. Его родителями были Этельфрит и Аха, а старшим братом — ставший в 634 году королём Нортумбрии Освальд.
В начале 630-х годов Освиу женился на Риммельт Регедской, внучке Руна и правнучке короля Уриена, что помогло ему заручиться поддержкой монархов этого бриттского королевства в войнах со своими северными соседями (в том числе, с Гододином).
После гибели в 642 году короля Освальда Освиу был избран правителем Берниции, а в Дейре в 644 году королём стал Освин. Освиу затаил обиду, что его лишили части наследства его брата, но тогдашние события не позволяли ему отстаивать свои права, ибо существовала опасность вторжения короля Мерсии Пенды. Скоро увидя, что Пенда ввязался в войны с другими королевствами, Освиу захотел возобновить своё право на королевство Дейру и начал искать ссоры с Освином. С помощью предательства графа Хунвольда он захватил Освина и убил его 20 августа 651 года, надеясь захватить его королевство. Однако дейрийцы, боясь попасть под власть такого немилосердного короля, поспешили возвести на престол племянника Освиу, сына его брата Освальда Этельвальда.
Этельвальд вступил в союз с королём Мерсии Пендой и королём Восточной Англии Этельхером, с тем, чтобы сообща напасть на Освиу. Последний, узнав такое, старался сколько мог отвратить грозившую ему беду и даже хотел откупиться от Пенды. Однако Пенда, надеясь на помощь восточных англов и жителей Дейры, хотел раз и навсегда покончить с Нортумбрией. Находясь в смятении, Освиу даже дал обет в случае победы построить 12 монастырей и одну дочь постричь в монахини.
С таким решением король Освиу и его сын Элдфрит вышли на битву, имея весьма малое войско. Другой сын Освиу, Эгфрит, вместе с королевой Киневисой были тогда заложниками в Мерсии. Войско Пенды было в несколько раз больше. По утверждению Беды Достопочтенного, у короля Мерсии было тридцать «легионов». Под «легионами» Беда подразумевает дружины, возглавляемые зависимыми от Пенды королями и наместниками (элдорменами) отдельных областей.
В произошедшем сражении в области Лойдис (около современного города Лидс) 15 ноября 655 года, из-за того, что Этельвальд покинул поле сражения и отступил со своей армией, Освиу одержал полную победу. Пенда был убит, а его воины перебиты или обращены в бегство; из тридцати военачальников, пришедших на помощь Пенде, погибли почти все. Среди них был и Этельхер, король восточных англов, из-за которого, по словам Беды, и началась эта война. Причина этой войны остаётся неизвестной; возможно, король Освиу угрожал захватить Восточную Англию. Битва произошла возле реки Винвед (одна из мелких речек, впадающих в Хамбер), которая от сильных дождей вышла из берегов, так что многие из тех, кто не пал от меча, утонули во время бегства.
После этого Освиу немедля пошёл в Мерсию, завладел этим королевством и правил мерсийцами и прочими южными народами 3 года. Сыновья Пенды вынуждены были искать покровительство у своих друзей. Только сыну короля Пенды, Педе, который был женат на его дочери Альфледе, Освиу, как своему родственнику, дал королевство Южной Мерсии. Однако вскоре Педа был предательски убит своим приближённым или, как ещё говорили, своей супругой во время праздника Пасхи. После этого Освиу присоединил и это королевство к своему. Освиу был провозглашён бретвальдой англосаксов, титул, который был не занят по смерти Освальда, брата Освиу. Освиу также подчинил англам большую часть народа пиктов, завоевав южную часть королевства пиктов (Фортриу), которая принадлежала Нортумбрии до 685 года.
После победы над Пендой король Освиу в исполнение своей клятвы посвятил в монахини свою дочь Эльфледу, которой только что исполнился год. Он также выделил двенадцать участков земли, где должны были построены монастыри. Шесть из этих участков находились в Дейре, а шесть — в Берниции. В числе основанных там монастырей были Хартлпул и Уитби (Стренескальк). Конечно, все эти монастыри были избавлены от дани и других королевских повинностей.
Между тем правители Освиу, своими суровыми мерами вынудили жителей Мерсии к бунту. Через три года после смерти короля Пенды герцоги народа мерсийцев Иммин, Эфа и Эдберт восстали против короля Освиу и поставили своим королём Вульфхера, юного сына Пенды, которого они скрывали. С отвагою они изгнали наместников чужого короля и восстановили свою страну и свою свободу.
После смерти Этельвальда, от которого не осталось детей, Освиу захватил престол Дейры и в 656 году вновь объединил королевство Нортумбрию. Однако вскоре он отдал Дейру своему горячо любимому побочному сыну Элдфриту, чем дейряне, впрочем, не очень были довольны. Но вскоре после 664 года Элдфрит был смещён, вероятно, вследствие его заговора против отца.
В 664 году на синоде, собранном королём Освиу в монастыре Уитби, было провозглашено единство британской церкви с римско-католической. Одновременно Освиу, как кажется, старался поставить церковь под контроль светской власти. В то время благодаря королю Освиу восточные саксы приняли веру, которую прежде отвергли, изгнав предстоятеля Меллита.
Освиу, процарствовав 28 лет, был поражён болезнью и умер 15 февраля 670 года в возрасте пятидесяти восьми лет, оставив королевство своему сыну Эгфриту. К тому времени он стал настолько привержен римским и апостольским обычаям, что дал обет в случае выздоровления от недуга удалиться в Рим и закончить жизнь там, среди святых мест. Епископа Вильфрида Йоркского он просил сопровождать его, обещая немалые дары. От своей третьей жены Энфледы, дочери короля Эдвина, он оставил двух сыновей и двух дочерей.

### Семья
Освиу был женат три раза:
- Фин Ирландская[англ.]
  - Элдфрит, король Нортумбрии (умер в 705)
- Риммельт Регедская
  - Эльфрит, король Дейры (около 640 — после 664)
  - Эльфледа
- Энфледа Дейрская
  - Эгфрит, король Нортумбрии (644 или 645—685)
  - Элфвин, король Дейры (около 660—679)
  - Острита, королева Мерсии (умерла 697)
  - Эльфледа, аббатиса Уитби (около 654—714).